# Chris Jones (Footballspieler, 1994)
Christopher Deshun „Chris“ Jones (geboren am 3. Juli 1994 in Houston, Mississippi) ist ein US-amerikanischer American-Football-Spieler auf der Position des Defensive Tackles. Er spielte College Football für die Mississippi State University und steht seit 2016 bei den Kansas City Chiefs in der National Football League (NFL) unter Vertrag. Mit den Chiefs gewann Jones den Super Bowl LIV, den Super Bowl LVII und den Super Bowl LVIII.

## College
Von 2013 bis 2015 spielte Jones Football am College. Er besuchte die Mississippi State University und spielte dort für die Mississippi State Bulldogs in der NCAA Division I FBS. Er lief in den drei Jahren in 38 Spielen der Bulldogs auf. Nach der Saison 2015 gab Jones bekannt, auf ein mögliches viertes Jahr am College zu verzichten, und sich für den NFL Draft 2016 anzumelden.

## NFL
Jones wurde im NFL Draft 2016 in der 2. Runde an 37. Stelle von den Kansas City Chiefs ausgewählt. In seiner Rookiesaison kam Jones in allen Spielen zum Einsatz, davon in elf als Starter. Er erzielte 28 Tackles und zwei Sacks.
Am 2. Spieltag der Saison 2017 gegen die Philadelphia Eagles erzielte Jones drei Sacks, erzwang zwei Fumbles und fing einen Pass ab (Interception), wofür er als AFC Defensive Player of the Week ausgezeichnet wurde. Er beendete die Saison mit 32 Tackles, 6,5 Sacks, sieben verteidigten Pässen und vier erzwungenen Fumbles.
In der Saison 2018 verzeichnete Jones in elf aufeinanderfolgenden Partien mindestens einen Sack und stellte damit einen neuen NFL-Rekord auf. Mit insgesamt 15,5 Sacks führte er sein Team in dieser Statistik an.
Am 17. Dezember 2019 wurde Jones erstmals für den Pro Bowl nominiert. Mit den Chiefs gewann er den Super Bowl LIV gegen die San Francisco 49ers mit 31:20. Dabei erzwang er den ersten Turnover des Spiels, als er 49ers-Quarterback Jimmy Garoppolo unter Druck setzte, der daraufhin eine Interception in die Arme des Chiefs-Cornerbacks Bashaud Breeland warf. Zudem konnte er an zwei wichtigen Stellen einen gegnerischen Pass zu Boden schlagen.
Nachdem die Chiefs sich zunächst auf keinen längerfristigen Vertrag mit Jones einigen konnten, belegten sie ihn vor der Saison 2020 mit dem Franchise Tag. Am 14. Juli unterschrieb Jones einen Vierjahresvertrag über 80 Millionen US-Dollar in Kansas City. Wie im Vorjahr wurde Jones in den Pro Bowl gewählt. Auch in den folgenden beiden Jahren war Jones Pro Bowler. In der Saison 2022 egalisierte er mit 15,5 Sacks seinen Karrierebestwert, was ihm seine erste Nominierung für das first-team bei der All-Pro-Wahl von Associated Press einbrachte. Am Ende der Saison 2022 gewann Jones mit den Chiefs seinen zweiten Super-Bowl-Ring, als sie im Super Bowl LVII die Philadelphia Eagles mit 38:35 besiegten. Auch in der Saison 2023 war Jones All-Pro und Pro Bowler. Er zog mit den Chiefs erneut in den Super Bowl ein, in dem sie mit einem 25:22 nach Overtime gegen die San Francisco 49ers ein weiteres Mal siegreich waren.
Anfang März 2024 einigte Jones sich kurz vor Ablauf seines Vertrags mit den Chiefs auf eine Vertragsverlängerung um fünf Jahre mit einem Wert von ca. 32 Millionen US-Dollar pro Jahr, was ihn zum bestbezahlten Defensive Tackle der Liga machte.

### NFL-Statistiken
| Saison                             | Saison | Spiele | Spiele      | Tackles | Tackles | Tackles | Tackles | Interceptions | Interceptions | Interceptions | Interceptions | Interceptions | Fumbles | Fumbles | Fumbles |
| Jahr                               | Team   | Spiele | als Starter | Gesamt  | Solo    | Ast     | Sacks   | PD            | INT           | Yds           | Lng           | TD            | FF      | FR      | TD      |
| ---------------------------------- | ------ | ------ | ----------- | ------- | ------- | ------- | ------- | ------------- | ------------- | ------------- | ------------- | ------------- | ------- | ------- | ------- |
| 2016                               | KC     | 16     | 11          | 28      | 17      | 11      | 2,0     | 4             | 0             | 0             | 0             | 0             | 0       | 0       | 0       |
| 2017                               | KC     | 16     | 7           | 32      | 22      | 10      | 6,5     | 7             | 1             | −3            | −3            | 0             | 4       | 0       | 0       |
| 2018                               | KC     | 16     | 11          | 40      | 35      | 5       | 15,5    | 5             | 1             | 20            | 20            | 1             | 2       | 0       | 0       |
| 2019                               | KC     | 13     | 12          | 36      | 23      | 13      | 9,0     | 4             | 0             | 0             | 0             | 0             | 1       | 1       | 0       |
| 2020                               | KC     | 15     | 14          | 36      | 23      | 13      | 7,5     | 4             | 0             | 0             | 0             | 0             | 2       | 0       | 0       |
| 2021                               | KC     | 14     | 14          | 27      | 18      | 9       | 9,0     | 5             | 0             | 0             | 0             | 0             | 1       | 1       | 0       |
| 2022                               | KC     | 17     | 17          | 44      | 30      | 14      | 15,5    | 4             | 0             | 0             | 0             | 0             | 2       | 1       | 0       |
| 2023                               | KC     | 16     | 16          | 30      | 20      | 10      | 10,5    | 4             | 0             | 0             | 0             | 0             | 0       | 0       | 0       |
| 2024                               | KC     | 15     | 15          | 37      | 19      | 18      | 5,0     | 0             | 0             | 0             | 0             | 0             | 1       | 0       | 0       |
| Gesamt                             | Gesamt | 138    | 117         | 310     | 207     | 103     | 80,5    | 37            | 2             | 17            | 20            | 1             | 13      | 3       | 0       |
| Quelle: pro-football-reference.com |        |        |             |         |         |         |         |               |               |               |               |               |         |         |         |

## Persönliches Engagement
Jones setzt sich für Umweltschutz ein.